# Goodrich (Míchigan)
Goodrich es una villa ubicada en el condado de Genesee en el estado estadounidense de Míchigan. En el Censo de 2010 tenía una población de 1860 habitantes y una densidad poblacional de 316,78 personas por km².

## Geografía
Goodrich se encuentra ubicada en las coordenadas 42°54′39″N 83°31′2″O / 42.91083, -83.51722. Según la Oficina del Censo de los Estados Unidos, Goodrich tiene una superficie total de 5.87 km², de la cual 5.68 km² corresponden a tierra firme y (3.18%) 0.19 km² es agua.

## Demografía
Según el censo de 2010, había 1860 personas residiendo en Goodrich. La densidad de población era de 316,78 hab./km². De los 1860 habitantes, Goodrich estaba compuesto por el 98.06% blancos, el 0.86% eran afroamericanos, el 0.16% eran amerindios, el 0.16% eran asiáticos, el 0% eran isleños del Pacífico, el 0.22% eran de otras razas y el 0.54% pertenecían a dos o más razas. Del total de la población el 2.15% eran hispanos o latinos de cualquier raza.